# Aktiengesellschaft für Automobilbau
Aktiengesellschaft für Automobilbau (viết tắt là A.G.A hay AGA) là một nhà sản xuất ô tô của Đức.

## Lịch sử công ty

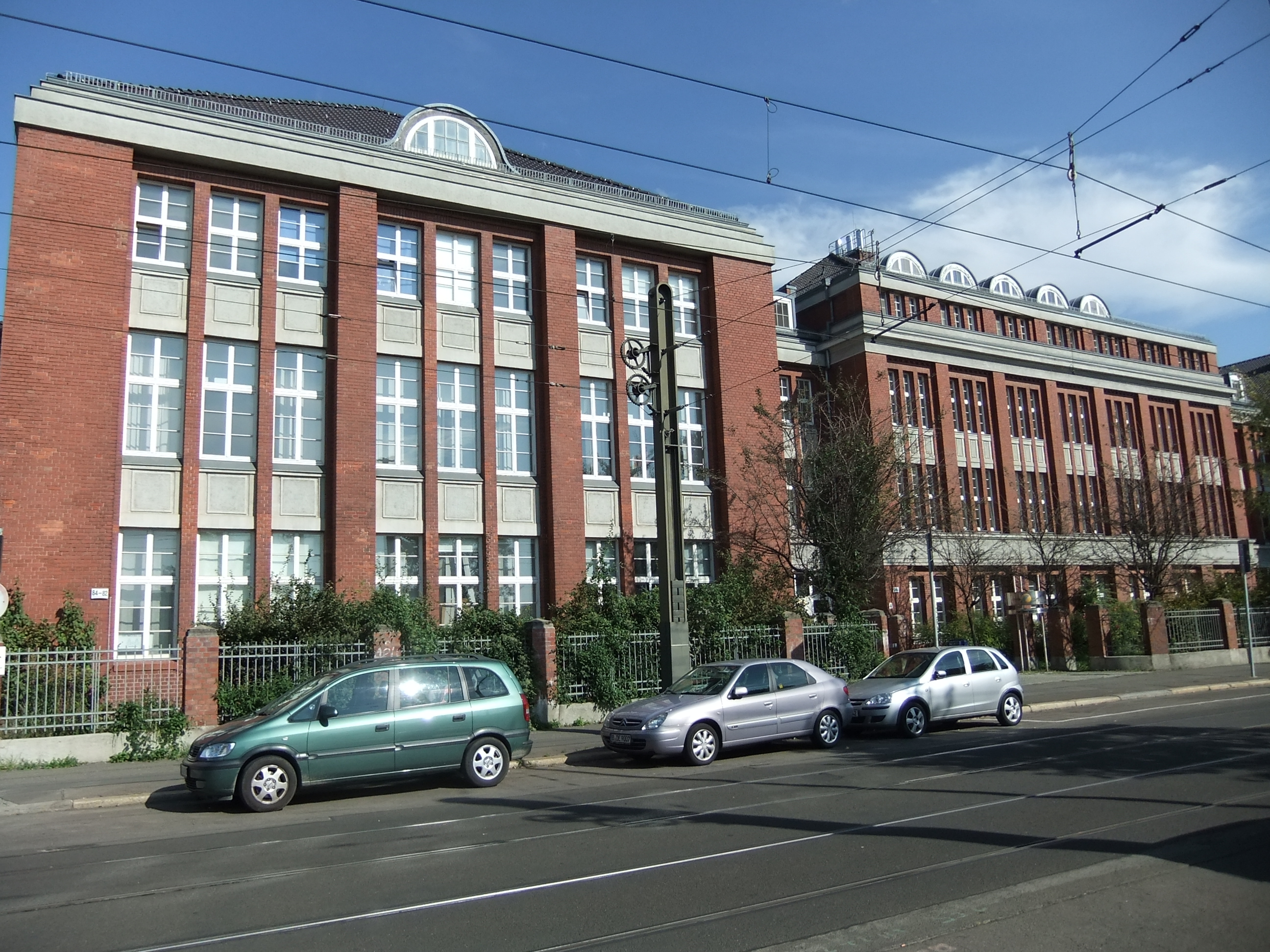
Tòa nhà AGA tại Herzbergstrasse 82–84, Berlin-Lichtenberg

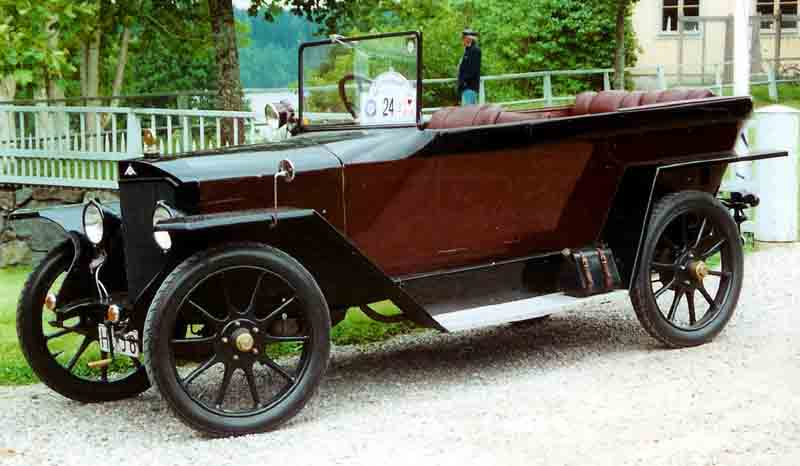
AGA loại A 6/16 PS (1921)

Công ty được thành lập vào năm 1909 với tên gọi Autogen-Gas-Akkumulator-AG là công ty con của Đức Công ty Thụy Điển Aktiebolaget Gas-Accumulator (AGA), tồn tại vào thế kỷ 19, được thành lập tại Berlin.
Từ năm 1917, công ty được đặt trong nhà máy xây dựng trên Herzbergstrasse ở Berlin-Lichtenberg, chỉ được hoàn thành sau khi Chiến tranh thế giới thứ nhất kết thúc. Năm 1920, công ty khí đốt được đổi tên thành Aktiengesellschaft für Automobilbau, nhưng Gas-AGA được thành lập lại cùng lúc, do đó công ty khí đốt Berlin AGA tiếp tục tồn tại cùng với nhà sản xuất ô tô và cũng hoạt động ở Tây Berlin sau đó. Năm 1945, AGA  thuộc Tập đoàn Stinnes từ năm 1922. Theo một nguồn tin khác, Stinnes đã 50 % cổ phần mà chủ sở hữu Thụy Điển mua lại.

## Mẫu xe hơi AGA
| Kiểu           | Thời gian sản xuất | Số ghế | Thể tích | Công suất       | {\displaystyle v_{max}} |
| -------------- | ------------------ | ------ | -------- | --------------- | ----------------------- |
| Loại A 6/16 PS | 1919-1921          | 4 ghế  | 1418 cm³ | 11,8 kW (16 HP) | 65 km / h               |
| Loại C 6/20 PS | 1921-1927          | 4 ghế  | 1418 cm³ | 14,7 kW (20 PS) | 75 km / h               |
| Loại C 6/24 PS | 1927-1928          | 4 ghế  | 1418 cm³ | 17,6 kW (24 HP) | 80 km / h               |